# Ringen en manen van Uranus

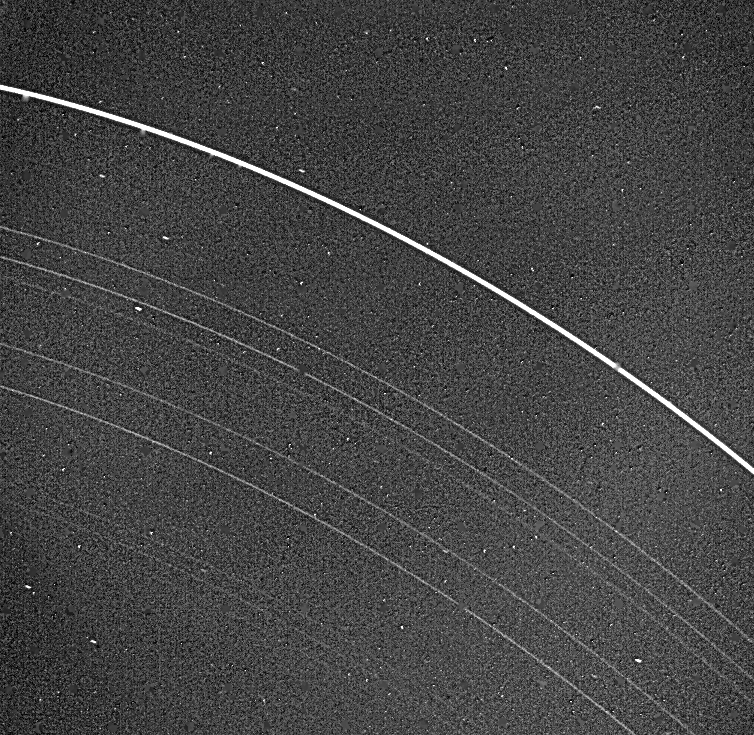
Foto van Voyager 2 met ringen van Uranus

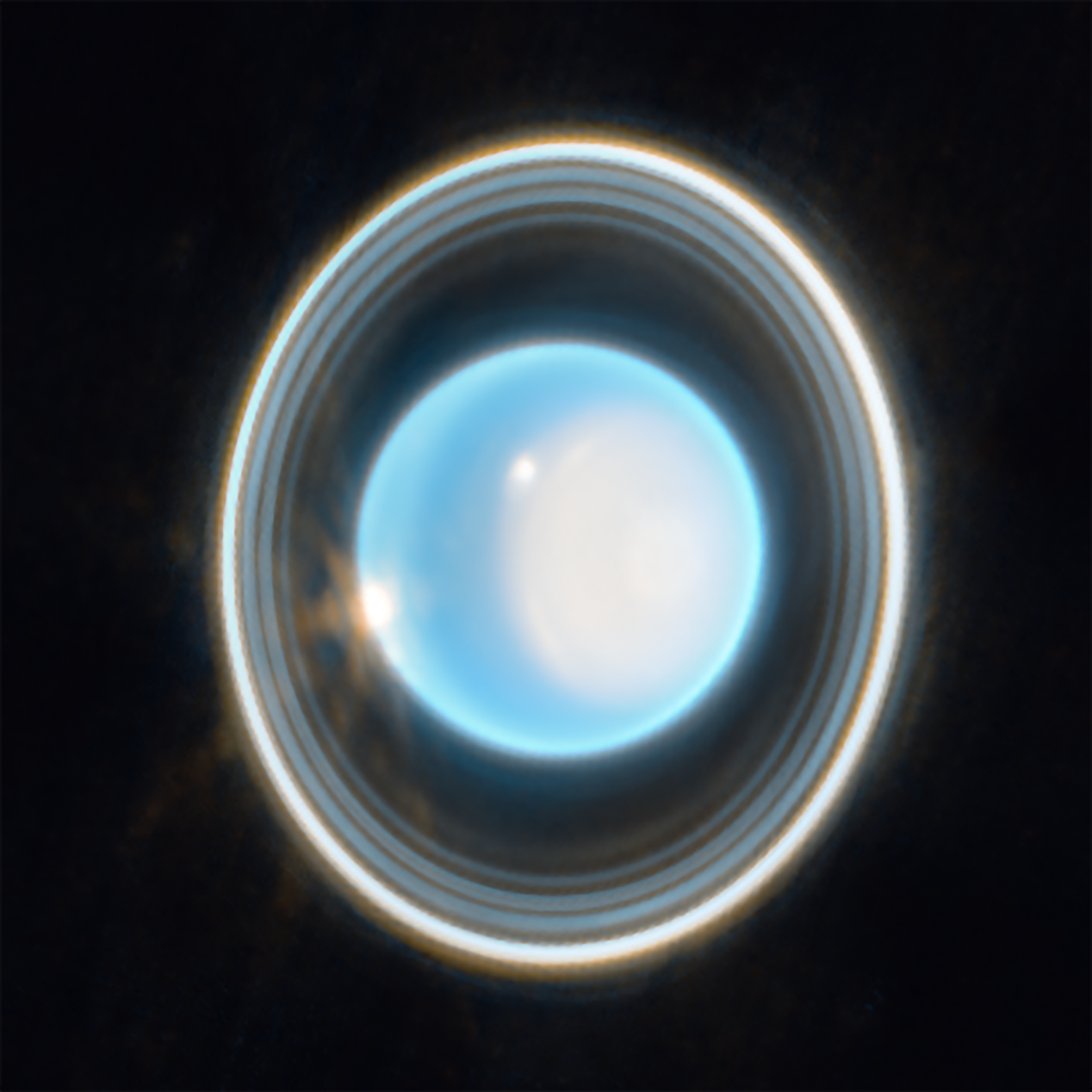
Uranus met elf van de dertien ringen zichtbaar, op 6 april 2023 in beeld gebracht door de James Webb-ruimtetelescoop

De ringen van Uranus werden in maart van 1977 ontdekt. In eerste instantie werden negen ringen gedetecteerd die bestaan uit donkerkleurige brokken met een grootte van maximaal 10 m. De afstanden van deze ringen tot de planeet liggen tussen de 41.800 en 51.100 km. Tijdens de Voyager 2 missie (1986) werden in hetzelfde gebied nog twee zwakke ringen gevonden, alsmede een aantal onvolledige ringen. Op foto's die in 2003-2005 met de Hubble-ruimtetelescoop zijn gemaakt, werden opnieuw twee ringen ontdekt, op onverwacht grote afstanden van Uranus: 67.000 en 98.000 km.
De vorm van de ringen is elliptisch, vermoedelijk onder invloed van de aantrekkingskracht van naburige rondcirkelende manen. De ringen bestaan waarschijnlijk uit materiaal dat afkomstig is van de maantjes. Zo delen het maantje Mab en de μ ring dezelfde baan: inslagen van meteorieten op het maantje zorgen voor een voortdurende aanvoer van ijs en gruis waarmee de ring in stand kan blijven. De acht maantjes die tussen 62.000 en 76.000 km van Uranus staan, komen zo dicht bij elkaar in de buurt dat er binnen een paar miljoen jaar botsingen te verwachten zijn die weer zullen leiden tot nieuwe ringen.
Drie grote manen van Uranus zijn vernoemd naar karakters uit gedichten van Alexander Pope. De overige twee grote manen en tweeëntwintig kleine manen zijn vernoemd naar Shakespeare figuren.
| Naam    | Naam      | Middellijn (km) | Massa (1018 kg) | Straal van de baan (km) | Omlooptijd** (d) | Ontdekking              | Opmerkingen                                |
| ------- | --------- | --------------- | --------------- | ----------------------- | ---------------- | ----------------------- | ------------------------------------------ |
| U VI    | Cordelia  | 40              | ~0,04           | 49.800                  | 0,335.034        | 1986                    |                                            |
| U VII   | Ophelia   | 43              | ~0,05           | 53.800                  | 0,376.400        | 1986                    |                                            |
| U VIII  | Bianca    | 51              | ~0,09           | 59.200                  | 0,434.579        | 1986                    |                                            |
| U IX    | Cressida  | 80              | ~0,3            | 61.800                  | 0,463.570        | 1986                    |                                            |
| U X     | Desdemona | 64              | ~0,2            | 62.700                  | 0,473.650        | 1986                    |                                            |
| U XI    | Juliet    | 94              | ~0,6            | 64.400                  | 0,493.065        | 1986                    |                                            |
| U XII   | Portia    | 135             | ~1,7            | 66.100                  | 0,513.196        | 1986                    |                                            |
| U XIII  | Rosalind  | 72              | ~0,25           | 69.900                  | 0,558.460        | 1986                    |                                            |
| U XXVII | Cupid     | 24              | ~0,01           | 74.800                  | 0,618            | 2003                    |                                            |
| U XIV   | Belinda   | 81              | ~0,4            | 75.300                  | 0,623.527        | 1986                    |                                            |
| U XXV   | Perdita   | 80              | ~0,3            | 76.400                  | 0,638            | 1986                    | herontdekt 2003                            |
| U XV    | Puck      | 162             | 2,9             | 86.000                  | 0,761.833        | 1985                    |                                            |
| U XXVI  | Mab       | 32              | ~0,02           | 97.700                  | 0,923            | 2003                    | baan valt samen met de μ ring U1           |
| U V     | Miranda   | 472             | 66              | 129.900                 | 1,413.479        | 1948                    | zwaar gegroefd (coronae)                   |
| U I     | Ariel     | 1158            | 1350            | 190.900                 | 2,520.379        | 1851                    |                                            |
| U II    | Umbriel   | 1169            | 1170            | 266.000                 | 4,144.176        | 1851                    | ijs en steen, talloze kraters              |
| U III   | Titania   | 1578            | 3530            | 436.300                 | 8,705.867        | 1787 (William Herschel) | helderste maan van Uranus (magnitude 13,7) |
| U IV    | Oberon    | 1523            | 3010            | 583.500                 | 13,463.234       | 1787 (William Herschel) | ijs en steen, talloze kraters              |
| U XXII  | Francisco | 12              | ~0,001          | 4.276.000               | –266,56          | 2003                    |                                            |
| U XVI   | Caliban   | 98              | ~0,7            | 7.231.000               | –579,73          | 1997                    |                                            |
| U XX    | Stephano  | 20              | ~0,01           | 8.004.000               | –677,36          | 1999                    |                                            |
| U XXI   | Trinculo  | 20              | ~0,01           | 8.504.000               | –749,24          | 2001                    |                                            |
| U XVII  | Sycorax   | 190             | ~5              | 12.179.000              | –1288,3          | 1997                    |                                            |
| U XXIII | Margaret  | 12              | ~0,001          | 14.345.000              | 1687,0           | 2003                    |                                            |
| U XVIII | Prospero  | 30              | ~0,02           | 16.256.000              | –1978,3          | 1999                    |                                            |
| U XIX   | Setebos   | 30              | ~0,02           | 17.418.000              | –2225,2          | 1999                    |                                            |
| U XXIV  | Ferdinand | 12              | ~0,001          | 20.901.000              | –2887,2          | 2001                    |                                            |

** Uranus roteert met de wijzers van de klok mee. Ook de meeste manen bewegen "rechtsom". Een negatieve omlooptijd geeft een retrograde rotatie aan die hieraan tegengesteld is ("linksom").
Miranda · Ariel · Umbriel · Titania · Oberon

Cordelia · Ophelia · Bianca · Cressida · Desdemona · Juliet · Portia · Rosalind · Cupid · Belinda · Perdita · Puck · Mab · Francisco · Caliban · Sycorax · Margaret · Prospero · Setebos · Stephano · Trinculo · Ferdinand